# شور زندگی (رمان ایروینگ استون)
شور زندگی نام یک کتاب ادبی دربارهٔ زندگی ونسان ون گوگ است که توسط ایروینگ استون، نویسندهٔ اهل ایالات متحده آمریکا نوشته شده‌است.
کتاب شور زندگی که آمیختهٔ دلپذیری از افسانه و حقیقت است، سرگذشت زندگی ونسان ون گوگ را در قالب داستان عرضه می‌کند. با آنکه قسمت‌هایی از کتاب از روی تخیل پرداخته شده، می‌توان اظهار داشت که روح و جوهر واقعیت در آن گم نیست. ایروینگ استون نویسندهٔ آمریکایی، با شکیبایی فراوان مدارک معتبر را دربارهٔ ون گوگ گردآورده، به همهٔ نقاطی که اقامتگاه یا گذرگاه او بوده است سفر کرده و وضع محل را به چشم دیده است، با همهٔ کسانی که خاطره‌ای یا روایتی از زندگی نقاش هلندی داشتند، گفتگو نموده و کوشیده است تا حتی‌المقدور تصویری شبیه به اصل از ماجرای او بپردازد. نامه‌های ونسان به برادرش تئو ون گوگ منبع گران‌بهایی برای پژوهش در حال اوست. این نامه‌ها نه تنها راهنمای صادقی برای وقوف به نحوهٔ زندگی و احساس و افکار او هستند بلکه از نظر ادبی نیز خود شاهکار لطف و سادگی بشمار می‌روند (به نوشته: محمدعلی اسلامی ندوشن)